# Mercedes-Benz Classe SLK
La Mercedes-Benz Classe SLK è un'autovettura prodotta dalla casa automobilistica tedesca Mercedes-Benz, appartenente al segmento delle roadster con tetto ripiegabile in metallo. SLK è la sigla di Sportlich (sportiva), Leicht (leggera) e Kompakt (compatta). Alla fine del 1996 uscì la prima generazione, con telaio R170, che venne sostituita dal nuovo modello del 2004, con telaio R171. Il 17 gennaio 2011 Mercedes-Benz lancia sul mercato europeo la terza generazione, con telaio R172, successivamente ridenominata in SLC, sigla che sancisce la fine della dinastia delle SLK.

## Serie

### Prima generazione (R170, 1996-2004)
La prima versione deriva, per la meccanica e la telaistica, dalla Classe C, modello medio nella gamma della casa tedesca, a differenza della sua sorella maggiore, la Classe SL derivante a sua volta dalla serie di berline di maggior prestigio, la Classe S.
Sul mercato cercava di inserirsi nello spazio fino ad allora occupato da altre vetture tedesche come la Porsche Boxster e la BMW Z3, Dallo stesso telaio della R170 il gruppo DaimlerChrysler presentò anche un altro modello, immesso sul mercato nel momento in cui la vecchia serie della SLK ne usciva, con il nome di Chrysler Crossfire.
Durante i primi anni di produzione le versioni disponibili erano solo tre, tutte equipaggiate di motore in linea 4 cilindri, specificatamente:
- SLK 200: motore a 4 cilindri in linea da 1998 cm³ capace di erogare 136 CV; accelerazione 0–100 km/h in 9,3 secondi e velocità massima di 208 km/h.
- SLK 200 Kompressor: motore a 4 cilindri in linea da 1998 cm³ con compressore volumetrico capace di erogare 163  CV; accelerazione 0–100 km/h in 7,7 secondi e velocità massima di 236 km/h. Esportata solo in Italia, Portogallo e Grecia.
- SLK 230 Kompressor: motore a 4 cilindri in linea da 2295 cm³ con compressore volumetrico capace di erogare 193  CV; accelerazione 0–100 km/h in 7,4 secondi e velocità massima di 231 km/h.

Nel 2001, in occasione del piccolo restyling che coinvolse anche la Classe C da cui derivava, anche i modelli vennero variati con l'introduzione di motorizzazioni di cilindrata maggiorata e anche in configurazione 6 cilindri a V. Con quest'ultima configurazione venne presentata anche una versione speciale preparata dal reparto AMG ulteriormente potenziata.
In totale erano disponibili:
- SLK 200 Kompressor: motore a 4 cilindri in linea da 1998 cm³ con compressore volumetrico, capace di 163  CV e 0–100 km/h in 8.2 secondi, velocità massima 223 km/h (non viene esportata in Nord America).
- SLK 230 Kompressor: motore a 4 cilindri in linea da 2295 cm³ con compressore volumetrico, capace di 197  CV e 0–100 km/h in 6.9 secondi, velocità massima 240 km/h.
- SLK 320: motore a 6 cilindri a V da 3199 cm³, capace di 218  CV e 0–100 km/h in 6.9 secondi, velocità massima 245 km/h.
- SLK 32 AMG: motore 6 cilindri a V da 3199 cm³ con compressore volumetrico, capace di 354  CV e 0–100 km/h in 5.2 secondi, velocità massima 250 km/h (autolimitata elettronicamente).

### Seconda generazione (R171, 2004-2011)
La nuova versione della SLK con numero di progetto R171 è stata presentata nel 2004 ed esteticamente si differenzia dalla precedente soprattutto nella parte anteriore dove, con una pronunciata protuberanza centrale nel cofano, si è voluto in qualche modo ricordare l'apparenza delle Formula 1 schierate nel campionato mondiale con la scuderia McLaren.
Anche l'impianto di apertura e chiusura del tetto è stato aggiornato, e viene dichiarato che il movimento completo avviene in soli 22 secondi.
Anche le motorizzazioni sono state cambiate e alcune volte, al contrario della sede precedente e pur mantenendo le stesse denominazioni, i numeri che le distinguono non corrispondono in effetti alle cilindrate dei propulsori montati.
Sono disponibili i seguenti modelli:
- SLK 200 Kompressor: motore a 4 cilindri in linea da 1796 cm³ con compressore volumetrico, capace di 120 kW/163 CV e 0–100 km/h in 7.9 secondi, velocità massima 230 km/h. Presentata a marzo 2004 (non viene esportata in Nord America).
- SLK 280: motore a 6 cilindri a V da 2996 cm³, capace di 170 kW/231 CV e 0–100 km/h in 6.3 secondi, velocità massima 250 km/h. Presentata ad aprile 2005.
- SLK 350: motore a 6 cilindri a V da 3498 cm³, capace di 200 kW/272 CV e 0–100 km/h in 5.6 secondi, velocità massima 250 km/h (autolimitata elettronicamente). Presentata a giugno 2004.
- SLK 55 AMG: motore a 8 cilindri a V da 5439 cm³, capace di 265 kW/355 CV e 0–100 km/h in 4.4 secondi, velocità massima 250 km/h (autolimitata elettronicamente). Presentata a settembre 2004.
- SLK 55 AMG Performance: motore a 8 cilindri a V da 5439 cm³, capace di 265 kW/360 CV e 0–100 km/h in 4.4 secondi, velocità massima 280 km/h. Una versione speciale di questo modello è stata in passato usata anche in Formula 1 come safety car.

Nel maggio 2008 è uscito un restyling con due motori rivisti in termini di potenza, emissioni e consumi. Sono state apportati inoltre svariati ritocchi estetici, fra i più importanti il paraurti anteriore, gli specchietti e gli scarichi trapezoidali. Segue l'elenco dei modelli oggetto di restyling:
- SLK 200 Kompressor: motore a 4 cilindri in linea da 1796 cm³ con compressore volumetrico, capace di 135 kW/184 CV e 0–100 km/h in 7.6 secondi, velocità massima 236 km/h. Presentata a dicembre 2007.
- SLK 350: motore a 6 cilindri a V da 3498 cm³, capace di 225 kW/305 CV e 0–100 km/h in 5.4 secondi, velocità massima 250 km/h (autolimitata elettronicamente). Presentata a dicembre 2007.

Per quanto riguarda i modelli SLK 280 (rinominata poi SLK 300) e SLK 55 AMG i dati tecnici sono rimasti invariati e il restyling ha interessato solo l'estetica.

### Terza generazione (R172, 2011-2016)
La versione della SLK con numero di progetto R172 è stata presentata nel 2011 ed esteticamente rappresenta una notevole svolta. L'anteriore riprende le linee della SLS AMG, così come gli interni, mentre la linea segue il design degli ultimi modelli proposti dalla casa.
Il tetto rimane rigido e viene proposto in due versioni: "classica" o con vetro opacizzato elettronicamente.
Le motorizzazioni (200 e 250) entrambe con cilindrata 1796 cm³ adottano la sovralimentazione mediante turbocompressore e non più con compressore volumetrico come la precedente versione R171.
Sono inizialmente disponibili i seguenti modelli:
- SLK 200 BlueEFFICIENCY: motore a 4 cilindri in linea da 1796 cm³ sovralimentato con turbocompressore, capace di 135 kW/184 CV e 0–100 km/h in 7.3 secondi (7.0 con cambio 7G-Tronic Plus), velocità massima 240 (237 con cambio 7G-Tronic Plus) km/h. Presentata a gennaio 2011.
- SLK 250 BlueEFFICIENCY: motore a 4 cilindri in linea da 1796 cm³ sovralimentato con turbocompressore, capace di 150 kW/204 CV e 0–100 km/h in 6.6 secondi, velocità massima 243 km/h. Presentata a gennaio 2011.
- SLK 350: motore a 6 cilindri a V da 3498 cm³, capace di 225 kW/305 CV e 0–100 km/h in 5.6 secondi, velocità massima 250 km/h (autolimitata elettronicamente). Presentata a gennaio 2011.

Verso la fine del 2011 viene introdotta la variante a gasolio, denominata SLK 250 CDI ed equipaggiata con un 4 cilindri bi-turbodiesel di 2143  cm³ e dalla potenza massima di 204 cavalli (150 kW). Rispetto a l'omologa versione a benzina, promette consumi più bassi e una coppia nettamente superiore, pari a 500 Nm contro 310, mentre le prestazioni sono pressoché identiche (0-100 in 6"70 e velocità massima di 243 km/h).
All'inizio del 2012 infine, fa la sua comparsa la versione più estrema, vale a dire la SLK 55 AMG, che monta un motore V8 aspirato di 5461  cm³, il quale eroga 421 cavalli (310 kW) e 541 Nm di coppia, è abbinato al cambio 7G-Tronic Speedshift Plus AMG ed è caratterizzato da una tecnologia che permette il funzionamento a soli 4 cilindri quando non viene richiesta tutta la potenza disponibile. Lo 0-100 viene coperto in 4"60 mentre la velocità è autolimitata a 250 km/h nella versione standard, oppure a 280 km/h nella versione Performance.
Come nel caso della R171, i numeri identificativi del modello non sempre coincidono con la cilindrata. È il caso delle versioni 200 e 250 che sono in realtà entrambi 1.8. 
Nel gennaio del 2016, in occasione del restyling della serie R172, la SLK cambia nome in SLC, sigla che di fatto coincide con la fine della commercializzazione della roadster compatta con la vecchia denominazione.